# Steele-Gletscher
Der Steele-Gletscher liegt im Kluane-Nationalpark im kanadischen Territorium Yukon.
Der 42 km lange und im Mittel 1,6 km breite Gletscher befindet sich im Norden der Eliaskette. Das Nährgebiet des Steele-Gletschers befindet sich unterhalb der Nordflanke des Mount Steele auf einer Höhe von 3000 m. Der Gletscher strömt anfangs 10 km nach Osten. Anschließend wendet er sich nach Norden. Von links mündet der Hodgson-Gletscher in den Steele-Gletscher. Dieser wendet sich später in Richtung Ostnordost und endet auf einer Höhe von 1200 m. Unterhalb der Gletscherzunge fließt der Steele Creek über eine Strecke von 15 km in nordnordöstlicher Richtung und mündet schließlich linksseitig in den Donjek River.